# Цветковић (Јастребарско)
Цветковић је насељено место у Републици Хрватској у Загребачкој жупанији. Административно је у саставу Јастребарског.
Насеље се налази на надморској висини од 90 метара, а простире се на површини од 9,82 км2.

## Становништво
На попису становништва 2011. године, Цветковић је имао 616 становника.
Према попису становништва из 2001. године у насељу Цветковић живело је 692 становника који су живели у 184 породична домаћинства. Густина насељености је 70,47 становника на км2
Кретање броја становника по пописима 1857—2001.
| година пописа  | 1857. | 1869. | 1880. | 1890. | 1900. | 1910. | 1921. | 1931. | 1948. | 1953. | 1961. | 1971. | 1981. | 1991. | 2001. | 2011. |
| бр. становника | 864   | 1012  | 1005  | 1080  | 996   | 990   | 970   | 956   | 970   | 994   | 907   | 814   | 778   | 708   | 692   | 616   |

## Попис1991.
На попису становништва 1991. године, насељено место Цветковић је имало 708 становника, следећег националног састава:
| Попис 1991.‍ | Попис 1991.‍ | Попис 1991.‍ | Попис 1991.‍ | Попис 1991.‍ |
| ----------- | ----------- | ----------- | ----------- | ----------- |
|             |             |             |             |             |
| Хрвати      | Хрвати      |             | 687         | 97,03%      |
| Срби        | Срби        |             | 7           | 0,98%       |
| Муслимани   | Муслимани   |             | 5           | 0,70%       |
| Словенци    | Словенци    |             | 4           | 0,56%       |
| непознато   | непознато   |             | 5           | 0,70%       |
| укупно: 708 |             |             |             |             |